# Rasés
Rasés (en francès Razès) és un municipi francès situat al departament de l'Alta Viena i a la regió de la Nova Aquitània.

## Demografia
| 1962                                       | 1968  | 1975 | 1982 | 1990 | 1999 | 2007  |
| ------------------------------------------ | ----- | ---- | ---- | ---- | ---- | ----- |
| 952                                        | 1.079 | 918  | 874  | 919  | 997  | 1.088 |
| Des de 1962: població sense dobles comptes |       |      |      |      |      |       |

## Administració
| Període | Identitat             | Partit |
| ------- | --------------------- | ------ |
| 2001-   | Jacky Coulaud-Dutheil |        |